# Enemy of the State
Enemy of the State är en amerikansk action-thrillerfilm som hade biopremiär i USA den 20 november 1998, i regi av Tony Scott med Will Smith, Gene Hackman och Jon Voight i huvudrollerna.

## Handling
Robert Clayton Dean är en framgångsrik advokat i Washington D.C. Han bor tillsammans med sin vackra fru och sin son i ett fint hus i förorten Georgetown. En dag träffar han på en gammal vän som överlämnar bevismaterial på ett politiskt mord. Vännen dör i flykten från NSA och Robert inser att han har något som andra vill ha. Ensam och utblottad står han nu mot NSA (National Security Agency).

## Om filmen
Filmen hade Sverigepremiär den 18 december 1998.

### Nämnbara citat
- ”It's not paranoia if they're really after you.”
- ”In God we trust. The rest we monitor.”
- ”The only privacy left is inside of your head.”

## Rollista (i urval)
- Will Smith - Robert Clayton Dean
- Gene Hackman - Edward ”Brill” Lyle
- Jon Voight - Thomas Brian Reynolds
- Lisa Bonet - Rachel F. Banks
- Regina King - Carla Dean
- Stuart Wilson - kongressman Sam Albert
- Laura Cayouette - Christa Hawkins
- Loren Dean - Hicks
- Barry Pepper - David Pratt
- Ian Hart - Bingham
- Jake Busey - Krug
- Scott Caan - Jones
- Jason Lee - Daniel Leon Zavitz
- Gabriel Byrne - Fake Brill
- Jack Black - Fiedler
- Anna Gunn - Emily Reynolds
- Seth Green - Selby

### Fotnoter
1. ↑  ”Enemy of the State” (på engelska). Box Office Mojo. 20 november 1998. http://www.boxofficemojo.com/movies/?id=enemyofthestate.htm. Läst 10 september 2016.
2. ↑  ”Enemy of the State”. Svensk fildatabas. 18 december 1998. http://www.sfi.se/sv/svensk-filmdatabas/Item/?type=MOVIE&itemid=38456. Läst 10 september 2016.